# Sułtan Bikiejew
Sułtan Chamitowicz Bikiejew (ros. Султан Хамитович Бикеев, ur. 12 grudnia?/25 grudnia 1916 we wsi Abdraszytowo w Baszkirii, zm. 8 października 2006 w Ufie) – radziecki wojskowy, pułkownik, Bohater Związku Radzieckiego (1943).

## Życiorys
Był Baszkirem. W 1936 ukończył technikum rolnicze i został młodszym zootechnikiem, pracował potem w Ludowym Komisariacie Rolnictwa Baszkirskiej ASRR w Ufie. W 1936 został powołany do Armii Czerwonej, w 1938 uczestniczył w walkach nad jeziorem Chasan jako zastępca politruka batalionu w składzie 32 Dywizji Strzeleckiej 39 Korpusu Strzeleckiego, a 1939-1940 w wojnie z Finlandią jako dowódca oddziału karabinów maszynowych, gdzie brał udział w przełamaniu linii Mannerheima. Od 1939 należał do WKP(b), w 1940 ukończył szkołę wojskowo-polityczną w Swierdłowsku i został politrukiem, następnie zastępcą szefa wydziału politycznego dywizji. Od 22 czerwca 1941 jako zastępca dowódcy batalionu ds. politycznych 134 pułku strzeleckiego 216 Dywizji Zmechanizowanej uczestniczył w wojnie z Niemcami, biorąc udział m.in. w walkach obronnych na Ukrainie, później został sekretarzem biura partyjnego pułku i dowódcą batalionu, później oficerem ds. poruczeń na Froncie Północno-Kaukaskim. W grudniu 1942 ukończył kursy doskonalenia kadry dowódczej wojsk pancernych i zmechanizowanych w Kazaniu, od września 1943 do czerwca 1944 był zastępcą dowódcy batalionu czołgów 219 Brygady Pancernej 1 Korpusu Zmechanizowanego Frontu Stepowego/2 Frontu Ukraińskiego w stopniu kapitana, biorąc udział w wyzwalaniu Charkowa, Biełgorodu, Krzemieńczuka i forsowaniu Dniepru. W nocy na 2 października 1943 wraz z 30 czołgami sforsował Dniepr w obwodzie dniepropetrowskim, dowodząc trwającą trzy dni bitwą pancerną z Niemcami, w której batalionu odparł 19 niemieckich kontrataków i zadał wrogowi duże straty. 24 czerwca 1945 brał udział w Paradzie Zwycięstwa na Placu Czerwonym w Moskwie. W 1947 ukończył Wojskową Akademię Wojsk Pancernych i Zmechanizowanych, był dowódcą batalionu czołgów i zastępcą dowódcy pułku czołgów w Białoruskim Okręgu Wojskowym, w 1962 zakończył służbę w stopniu pułkownika. Później pracował jako inspektor w wydziale organizacyjnym Prezydium Rady Najwyższej Baszkirskiej ASRR, a 1966-1992 dyrektorem drukarni przy Radzie Ministrów Baszkirskiej ASRR, po rozpadzie ZSRR był aktywnym członkiem Biura Komitetu Weteranów Wojny i Służby Wojskowej Republiki Baszkortostanu, gdzie przewodniczył sekcji Bohaterów Związku Radzieckiego i polowych kawalerów Orderu Sławy. Poza tym pracował z młodzieżą.

## Odznaczenia
- Złota Gwiazda Bohatera Związku Radzieckiego (20 grudnia 1943)
- Order Lenina
- Order Wojny Ojczyźnianej I klasy
- Order Honoru
- Order Czerwonej Gwiazdy
- Medal „Za odwagę”
- Medal „Za zasługi bojowe”
- Zasłużony Pracownik Kultury Republiki Baszkortostanu